# Montereale
Montereale è un comune italiano di 2 171 abitanti della provincia dell'Aquila, in Abruzzo, nella zona dell'Alto Aterno.
Di origine antichissima, si sviluppò nel Basso Medioevo con il nome di Monte Regale e fu insignito del titolo di Città da Corrado IV; ricostruito in seguito al terremoto del 1703 che lo rase al suolo, è il principale centro dell'Alto Aterno, parte del suo territorio ricade nel Parco Nazionale del Gran Sasso e Monti della Laga, costituendone di fatto una delle porte di accesso nella sua parte nord-occidentale, e nella Valle del Tronto
Il territorio è particolarmente ricco d'acqua: qui nasce infatti l'Aterno, il principale fiume d'Abruzzo, mentre nelle vicinanze, poco oltre gli spartiacque montuosi, sono presenti anche le sorgenti del Tronto e del Velino. A poca distanza dal confine comunale è infine situato il lago di Campotosto, il più grande bacino lacustre della regione.

## Geografia fisica

### Territorio

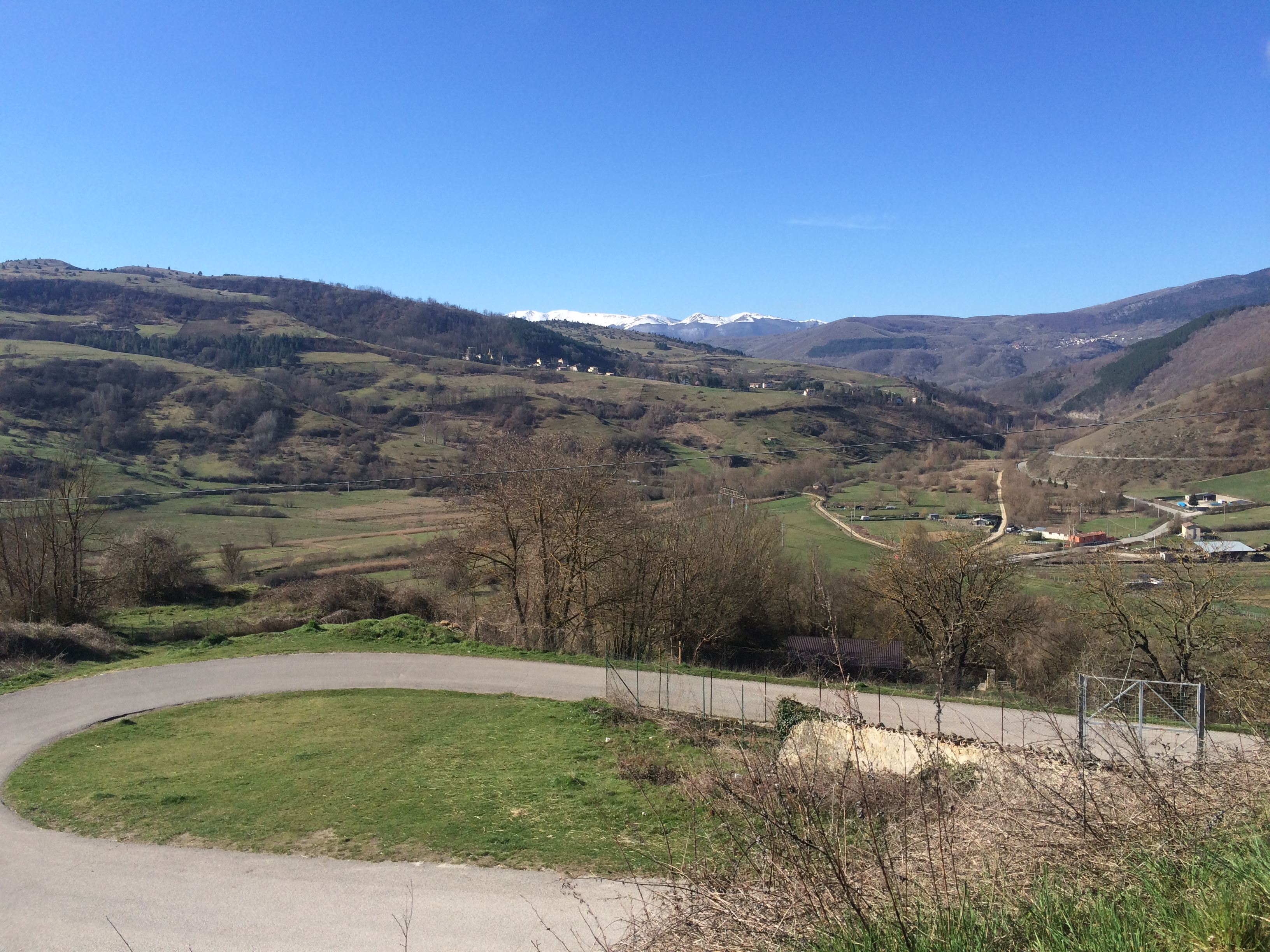
La valle dell'Aterno vista dall'estremità meridionale dell'abitato di Montereale, sullo sfondo il gruppo montuoso di Monte Calvo innevato.

Montereale è situato nella parte più settentrionale della provincia dell'Aquila, nell'alta valle dell'Aterno, il principale fiume abruzzese le cui sorgenti si trovano all'interno del territorio comunale, nei pressi della frazione di Aringo. Confina a nord e a ovest con la provincia di Rieti — e precisamente con i centri di Amatrice, Borbona e Posta, fino al 1927 ricompresi nel territorio del circondario di Cittaducale, facente parte della provincia dell'Aquila —, a est con i comuni di Campotosto e Capitignano — quest'ultimo staccatosi dal comune di Montereale nell'Ottocento — e a sud con i comuni di Barete, Cagnano Amiterno e Pizzoli.
È composto da numerose frazioni, dette Ville, sparse nell'esteso territorio comunale. Le Ville erano originariamente in numero di 36 o 42 e suddivise in quattro Quarti, mentre a oggi se ne annoverano 36.
Il centro principale è situato su un colle posto a circa 948 metri s.l.m. in posizione dominante sulla vallata circostante, a sua volta circondata dai Monti dell'Alto Aterno, dai Monti della Laga e, parzialmente, dal massiccio del Gran Sasso d'Italia.
Il passo di Montereale, all'estremità settentrionale del territorio comunale e al confine con la valle del Tronto, è considerato lo spartiacque tra l'Appennino abruzzese e quello umbro-marchigiano.

### Clima
Montereale è caratterizzato da un clima temperato fresco con inverni molto rigidi e precipitazioni abbondanti, spesso di carattere nevoso. La temperatura media annuale è di circa 9 °C con valori che arrivano frequentemente sotto lo zero nella stagione invernale; durante l'ondata di freddo del febbraio 2012 è stata registrata una minima di −22,7 °C.
| Montereale          | Mesi | Mesi | Mesi | Mesi | Mesi | Mesi | Mesi | Mesi | Mesi | Mesi | Mesi | Mesi | Stagioni | Stagioni | Stagioni | Stagioni | Anno |
| Montereale          | Gen  | Feb  | Mar  | Apr  | Mag  | Giu  | Lug  | Ago  | Set  | Ott  | Nov  | Dic  | Inv      | Pri      | Est      | Aut      | Anno |
| ------------------- | ---- | ---- | ---- | ---- | ---- | ---- | ---- | ---- | ---- | ---- | ---- | ---- | -------- | -------- | -------- | -------- | ---- |
| T. max. media (°C)  | 8    | 7    | 11   | 15   | 22   | 24   | 30   | 28   | 22   | 16   | 15   | 11   | 8,7      | 16       | 27,3     | 17,7     | 17,4 |
| T. min. media (°C)  | −5   | −4   | −1   | 0    | 4    | 7    | 11   | 11   | 7    | 5    | −2   | −6   | −5       | 1        | 9,7      | 3,3      | 2,3  |
| Precipitazioni (mm) | 70   | 71   | 72   | 80   | 69   | 55   | 38   | 49   | 72   | 87   | 109  | 104  | 245      | 221      | 142      | 268      | 876  |

## Storia

### Preistoria
Il territorio di Montereale — come quello di altri centri della valle dell'Aterno e della conca aquilana, tra cui la stessa L'Aquila — era caratterizzato dalla presenza di un enorme lago pleistocenico e, pertanto, venne popolato in epoca relativamente tarda rispetto ad altre aree regionali. A testimonianza dell'esistenza della distesa d'acqua sono i residui lacustri rimasti per lungo tempo nella vallata e oggi concentrati in località Madonna In Pantanis.
In virtù della presenza di acquitrini e paludi i primi insediamenti dovettero collocarsi in altura; una delle prime presenze umane è difatti localizzata sull'antico Poggio Cis, l'attuale Monte Civitella posto alle spalle dell'abitato di Capitignano. A queste popolazioni aborigene, insediatesi tra il XV e il XIV secolo a.C. si unirono con il tempo altri gruppi, per lo più d'origine picena e sabina anche se il naturale isolamento della vallata consentì comunque una conservazione dei caratteri originari. Gli aborigeni, inoltre, sono ritenuti essere i fondatori di alcuni importanti centri tra cui Amiternum (nei pressi dell'Aquila), Cotilia, Foruli (nei pressi di Scoppito), Lista (nei pressi di Cittaducale) e forse Rieti.

### Età antica
Intorno all'anno 1000 a.C. gli aborigeni subirono l'invasione dei Pelasgi, popolazione d'origine asiatica che, dopo avere attraversato la Grecia, stava risalendo l'Italia. La presenza dei Pelasgi nella conca aquilana e, successivamente, in quella monterealese, è ben documentata da numerosi reperti archeologici, tra cui la cosiddetta Murata del Diavolo tra Arischia e Pettino. Al di là di alcuni attriti iniziali tra le due etnie si instaurò una pacifica convivenza che portò progressivamente a una fusione linguistica.

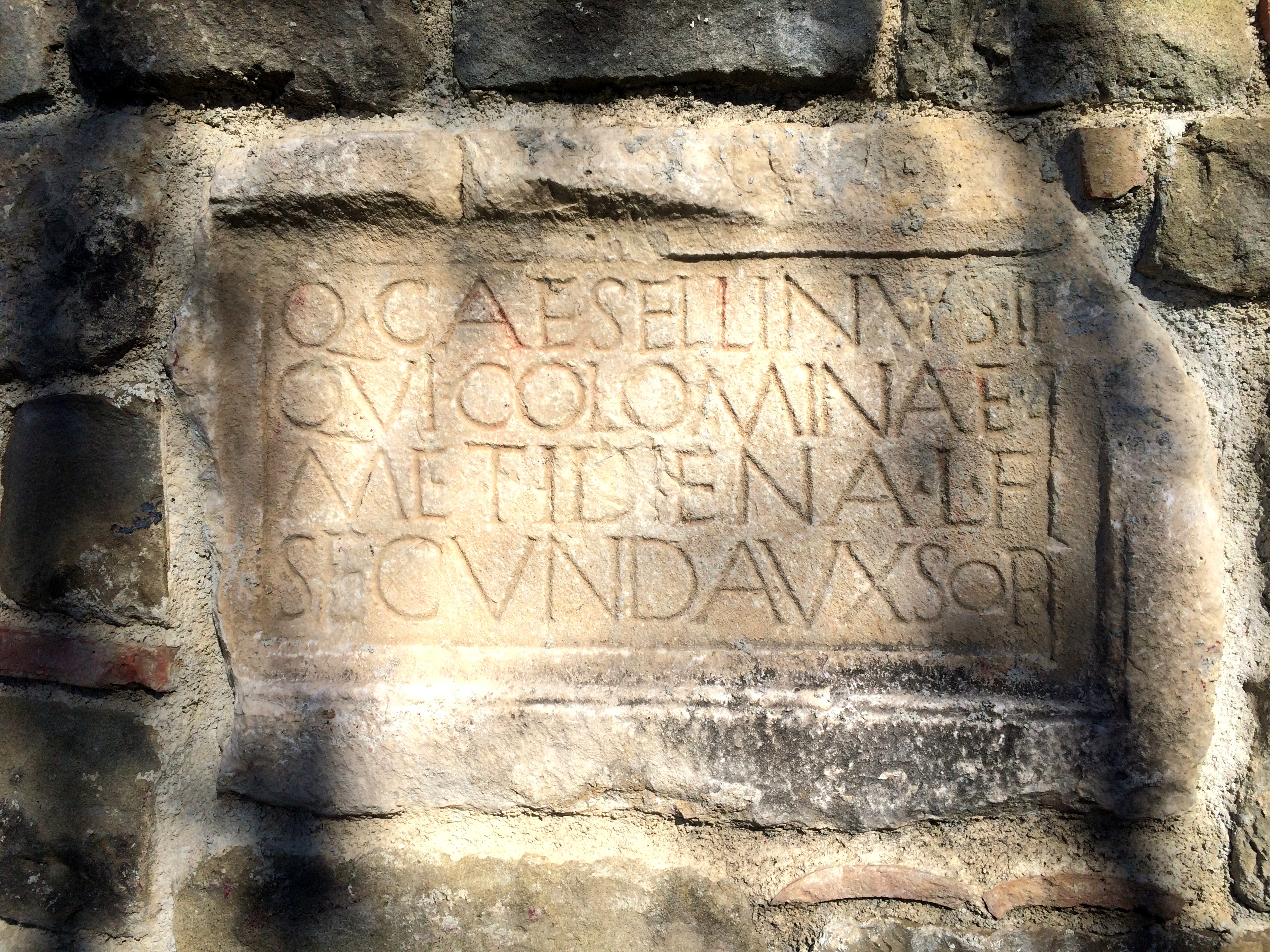
L'iscrizione romana posta sulle mura.

A questo periodo si fa risalire la fondazione di Maronea, la prima città documentata nel territorio di Montereale, citata in un locale Registro dei Decurioni del 1815 e di cui non si hanno altre notizie salvo che venne distrutta nel 550 d.C.. Prese probabilmente il nome dall'omonima città della Tracia da cui provennero le tribù pelasgiche stanziatesi nel monterealese; secondo altre ipotesi la città era invece denominata Monte Pirro o Monte Epiro, forse in onore di un albero di pero (pyrus) ritenuto sacro.
All'invasione dei Pelasgi seguì quella dei Sabini quindi quella dei Romani, che nel 296 a.C. conquistarono la città di Amiternum e da lì si spinsero verso Maronea. Anche la presenza romana è ben documentata e tra i reperti spicca un'iscrizione lapidea posta sulle mura della città, in corrispondenza dell'antica Porta Marana.
Durante questo periodo, in corrispondenza dell'età d'oro di Amiternum, il territorio monterealese visse un momento particolarmente florido, favorito da una felice posizione geografica tra il contado amiternino e quello piceno, tanto che divenne luogo di villeggiatura della famiglia di Marco Porcio Catone.

### Medioevo
I Longobardi, popolazione di stirpe germanica, invasero l'Italia intorno al 569, poco dopo la caduta dell'Impero romano d'Occidente, penetrando in profondità e occupando gran parte della penisola. Nel 572 costituirono il Ducato di Spoleto, sotto il quale fu compreso il territorio di Montereale. È probabile che i Longobardi promossero o almeno favorirono la ricostruzione della preesistente Maronea, i cui cittadini si erano dispersi nel territorio circostante dando origine alla frammentazione degli insediamenti urbani che ancora oggi caratterizza l'area. Il territorio venne suddiviso in gastaldati quindi in subgastaldati, tra cui anche quello monterealese, che però nel tempo acquisì una certa indipendenza.
Nel 773 il territorio passò nelle mani dei Carolingi ed ebbe inizio un lento processo di decadenza; l'area venne ricompresa all'interno della diocesi di Amiterno e subì l'aggressione dei Saraceni tra il IX e il X secolo. Alla cacciata dell'invasore, durante i periodi della dominazione normanna e sveva, ci fu un nuovo processo di incastellamento — con gli abitanti della valle che si insediarono sui vari colli — che portò probabilmente alla costruzione di una cinta muraria.
È in questo periodo che l'abitato principale si sviluppò e assunse la denominazione di Monte Regale a conferma del prestigio acquisito. Fino alla fondazione dell'Aquila — alla quale Montereale, nonostante la vicinanza, non partecipò — esso rappresentava infatti il più esteso centro dell'Abruzzo settentrionale e nel XIII secolo Corrado IV gli conferì il titolo di città. In virtù della sua estensione, inoltre, il territorio venne diviso in quattro Quarti.
Con la crescita economica dell'Aquila accrebbe anche l'influenza di Montereale che rappresentava per il capoluogo un importante fornitore di lana. Negli anni seguenti i rapporti con la città federiciana non furono sempre idilliaci fino allo scoppio, nel XV secolo, della guerra dell'Aquila nella quale i monterealesi si schierarono con ogni probabilità con le truppe di Braccio da Montone, venendo sconfitti.

### Età moderna

Margherita d'Austria, governatrice degli Abruzzi e signora di Montereale tra il 1569 e il 1572.

La stabilità politica in seguito all'instaurarsi degli Aragonesi favorì la ripresa della transumanza che, tuttavia, a differenza dei tratturi principali rivolti verso l'Adriatico, dal monterealese si indirizzava prevalentemente verso l'agro romano; questo aumentò considerevolmente i legami con lo Stato Pontificio. Il periodo di pace terminò con l'arrivo degli Spagnoli che limitarono fortemente le autonomie locali.
Un nuovo periodo d'oro fu rappresentato dal regno di Margherita d'Austria, figlia dell'imperatore Carlo V. In occasione delle nozze con Alessandro dei Medici, avvenute nel 1536, Carlo V costituì per la figlia una dote comprendente alcune terre d'Abruzzo tra cui la stessa Montereale (oltre a Campli, Cittaducale, Leonessa, L'Aquila e Penne). Margherita si trasferì nelle due residenze alternative di Cittaducale e Montereale a partire dal 1569. A Montereale dimorò, secondo alcune ricerche, nel Palazzo Farnese, sito tra il Convento degli Agostiniani e il Palazzo Cassiani. L'arciduchessa seppe mitigare gli effetti nefasti del malgoverno spagnolo sulla cittadinanza, adoperandosi soprattutto in favore delle classi medio-basse. Rimase in città sino al 16 dicembre 1572 per poi insediarsi definitivamente all'Aquila, non prima di lasciare in eredità ben tremila ducati (da dividere con Cittaducale, Leonessa e Penne) da investire in proprietà immobiliari.
Durante questo periodo Montereale raggiunse la sua massima estensione — comprendendo anche i territori di Capitignano e Mascioni — e visse un periodo di forte vivacità culturale testimoniato dalla nascita di un'Accademia, detta degli “Indefessi”. Al mantenimento del prestigio contribuirono le famiglie nobiliari insediatesi nell'area, tra cui principalmente quella dei Ricci, che fece realizzare un teatro nel palazzo di famiglia, ma anche quelle dei Canofari e dei Cassiani. Le perpetue limitazioni imposte dal dominio spagnolo portarono, tuttavia, all'esplosione di tumulti che, a partire dalla rivolta aquilana del 1632, si estesero anche in Alto Aterno per tutta la durata del XVIII secolo.
A sconvolgere ancor di più lo status quo fu però il violentissimo terremoto del 1703 che, soprattutto nella prima scossa registrata il 14 gennaio, annientò quasi del tutto Montereale, provocando 800 vittime in tutto il comprensorio nonché la devastazione delle principali architetture cittadine; in città i morti registrati furono ben 230. La lenta ricostruzione cambiò radicalmente il volto di Montereale con la pressoché totalità delle chiese e dei palazzi nobiliari che vennero ricostruiti ex-novo secondo lo stile barocco dell'epoca. Alcune famiglie abbandonarono la cittadina mentre altre si insediarono in periferia, come la famiglia Ricci che si trasferì stabilmente nella dimora di Mopolino, dove promosse l'allevamento dei bachi da seta.
Nel 1806 il territorio passò nelle mani delle truppe napoleoniche e in questo periodo si originò il fenomeno del brigantaggio che fu particolarmente esteso nelle montagne del monterealese. Inoltre Capitignano (con le frazioni di Aglioni, Collenoveri, Mopolino, Paterno e Sivignano, facenti parte del quarto di San Pietro) venne dotato di una municipalità autonoma, mentre Mascioni venne aggregato al comune di Campotosto. Con questo assetto si originò il Circondario di Montereale che venne posto sotto la giurisdizione del Distretto di Aquila.

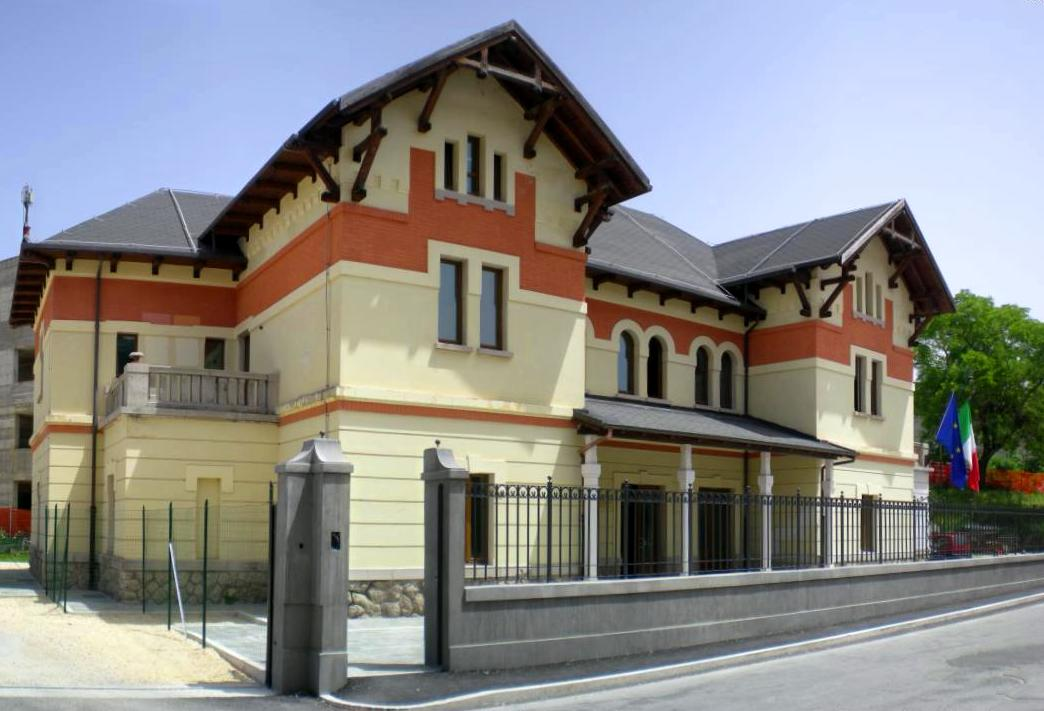
La stazione di testa della ferrovia L'Aquila-Montereale-Capitignano.

### Età contemporanea

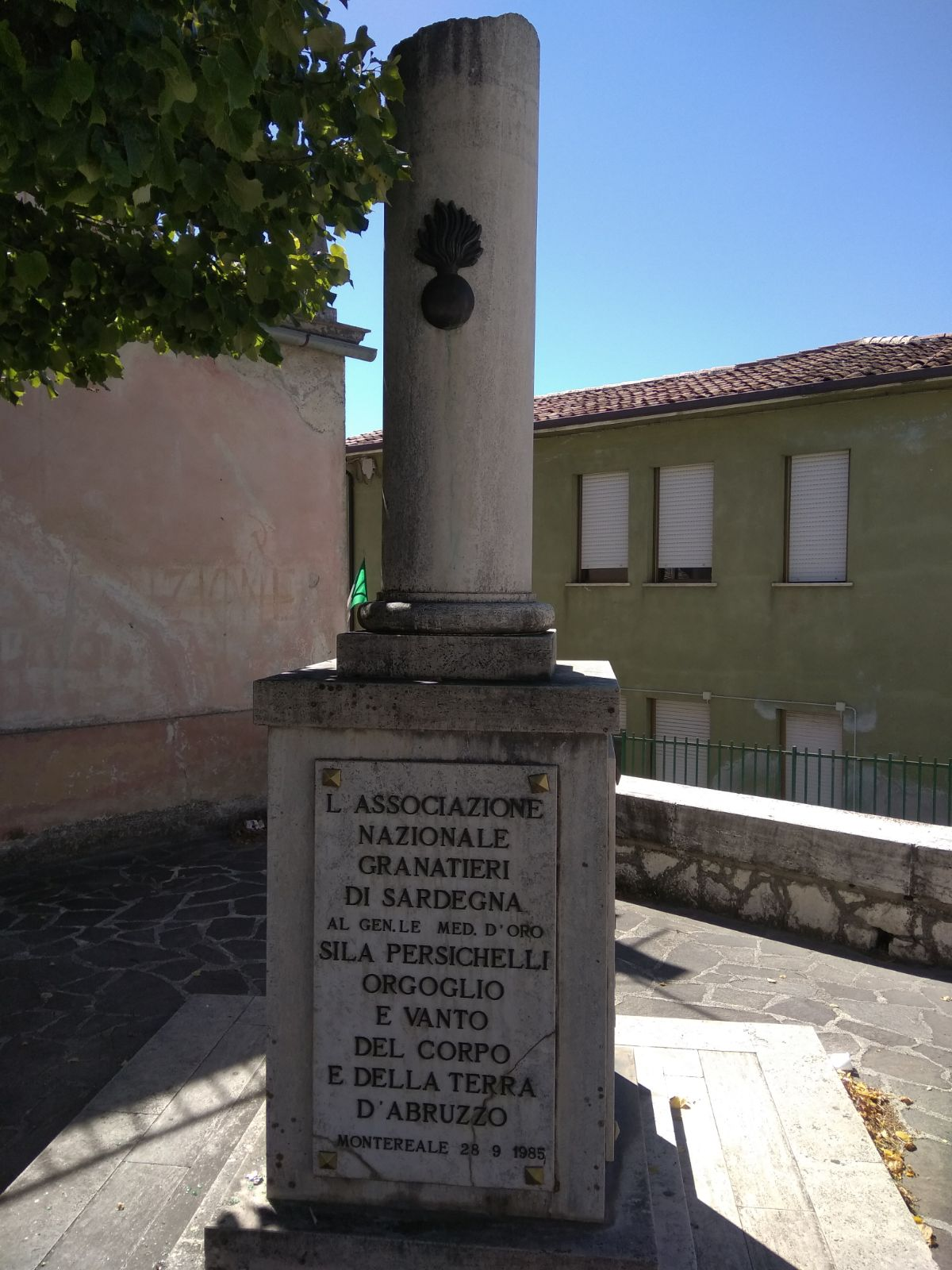
La stele a Sila Persichelli a Montereale.

Con l'unità d'Italia Montereale venne ricompreso nella provincia dell'Aquila che nel 1927 perse il territorio dell'antico circondario di Cittaducale, passato alla provincia di Rieti; la cittadina rimase dunque emarginata al confine settentrionale della provincia. Un collegamento con il capoluogo venne rappresentato dalla ferrovia L'Aquila-Capitignano realizzata nel 1922 nell'ambito di un più esteso progetto di linea ferroviaria tra L'Aquila e Teramo che tuttavia non si realizzò mai, tanto che la tratta venne smantellata già negli anni trenta.
Il regime fascista promosse la realizzazione di un grande lago artificiale nei pressi della vicina vallata di Campotosto a scopi idroelettrici, ma successivamente la mancanza di insediamenti industriali portò al progressivo spopolamento di tutta la vallata che risulterà evidente soprattutto a partire dal secondo dopoguerra quando l'emigrazione verso Roma, l'Italia settentrionale e l'estero portò al dimezzamento dei residenti.
Nei primi anni della seconda guerra mondiale, tra il 1940 e 1943, Montereale fu anche uno dei comuni dell'Abruzzo ad essere designato dalle autorità fasciste come luogo di internamento civile per 13 profughi ebrei  e altri "stranieri" (inclusi un paio di slavi istriani puniti per il loro irredentismo). Dopo l'8 settembre 1943, con l'arrivo delle truppe tedesche, gli internati ebrei si dettero alla fuga. Riuscirono tutti a sfuggire alla cattura e alle deportazioni con l'unica eccezione di uno di loro che, arrestato a L'Aquila nell'ottobre 1943, sarà condotto alla morte ad Auschwitz.
Negli anni recenti la città venne colpita dal terremoto del 1950 e da quello del 2009, in seguito al quale sono stati registrati numerosi danni oltre che l'evacuazione delle suore di clausura dal convento di San Leonardo; la frazione più colpita fu quella di Verrico, con trecento case lesionate. Inizialmente non ricompreso nel cosiddetto cratere, Montereale è stato autorizzato a richiedere benefici dalla ricostruzione post-sisma a partire dal 21 luglio 2009.
Danni — inizialmente localizzati soprattutto a nord (frazioni di Aringo e Santa Lucia) e in seguito estesi a tutto il territorio comunale — sono stati riportati anche durante il terremoto che ha colpito la vicina Amatrice il 24 agosto 2016 e le successive scosse del 2017.

### Simboli
La descrizione araldica dello stemma è la seguente:
La descrizione araldica del gonfalone è la seguente:

## Monumenti e luoghi d'interesse

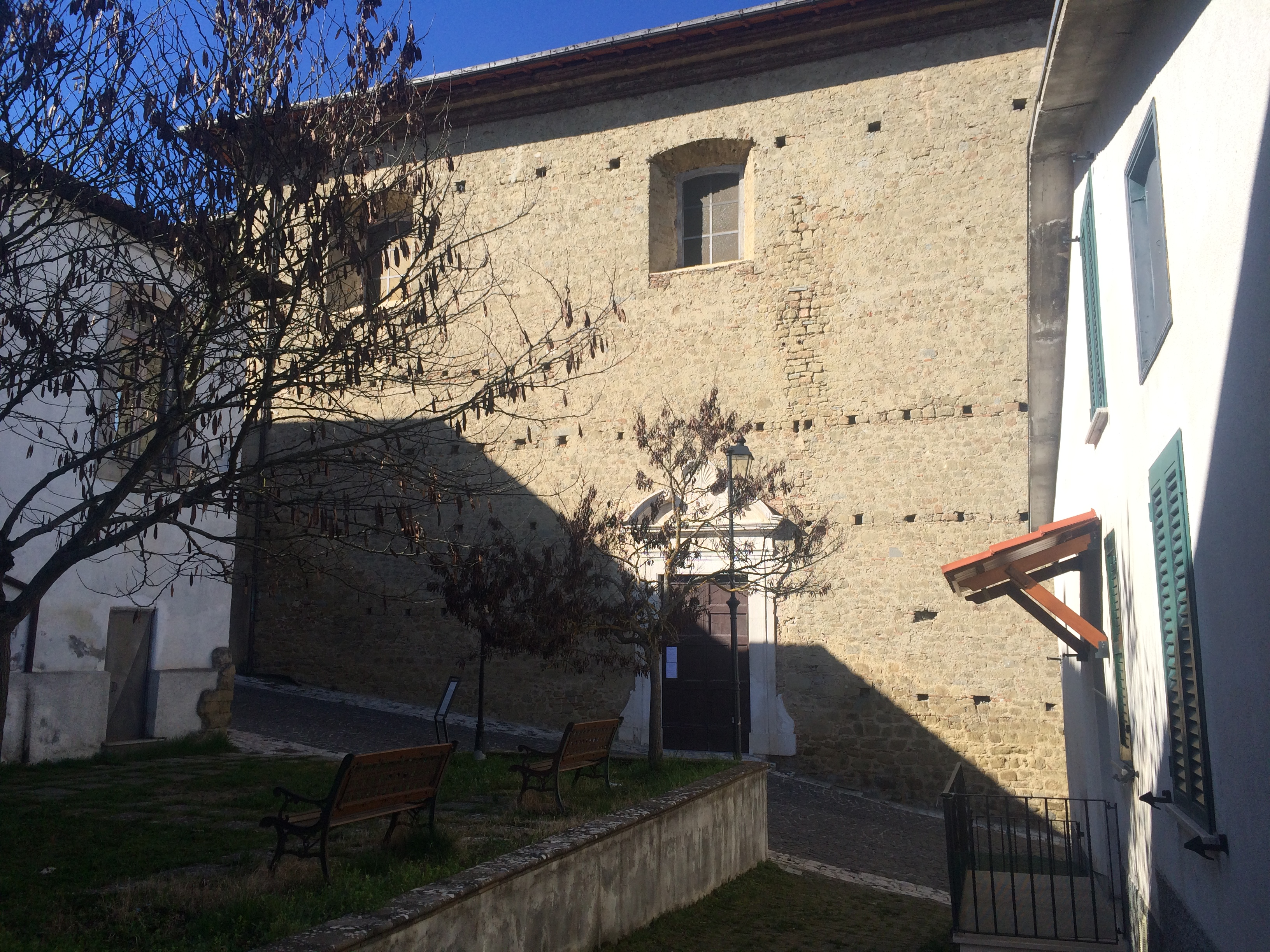
La chiesa del Beato Andrea

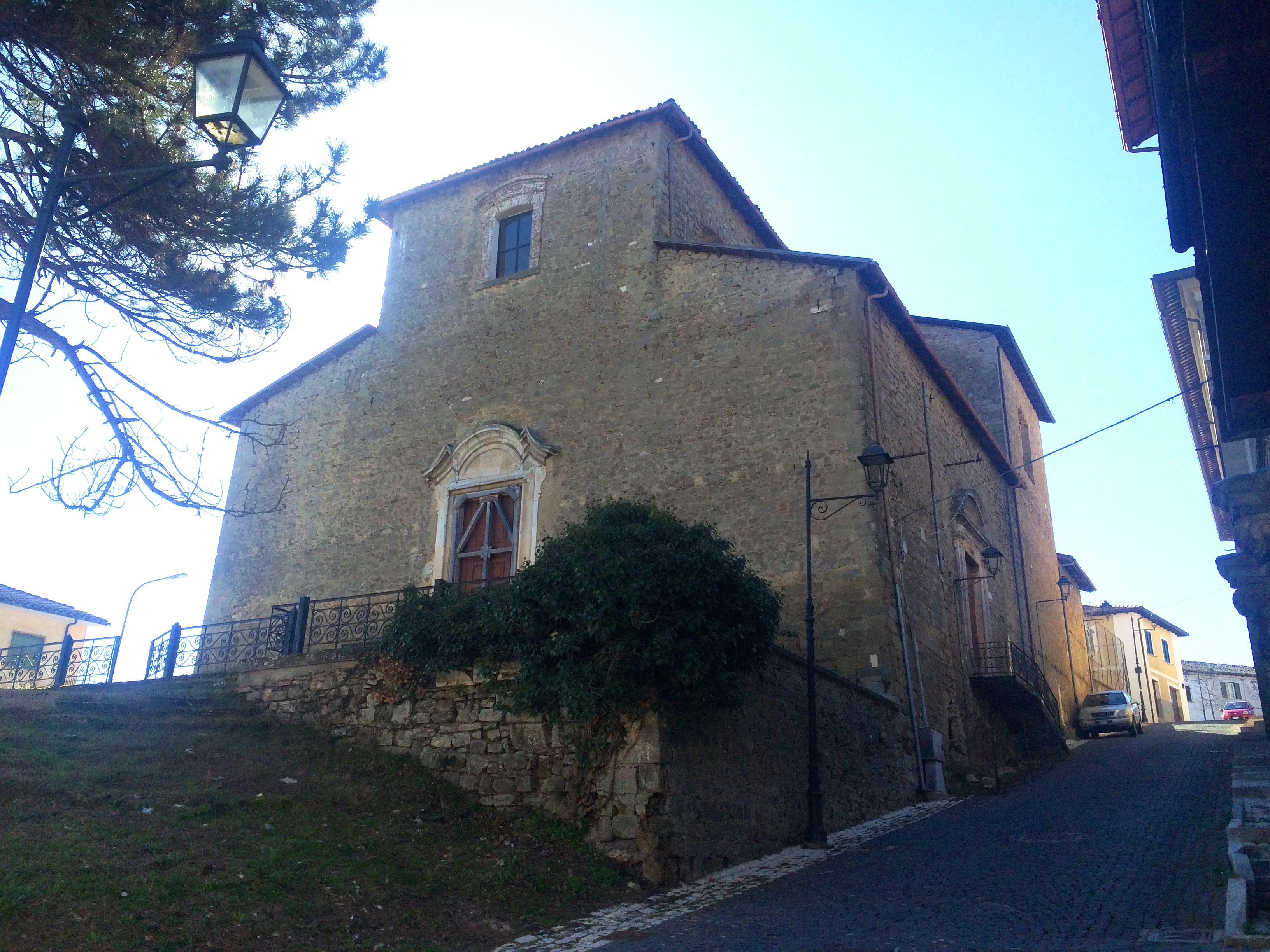
La chiesa di Santa Maria Assunta

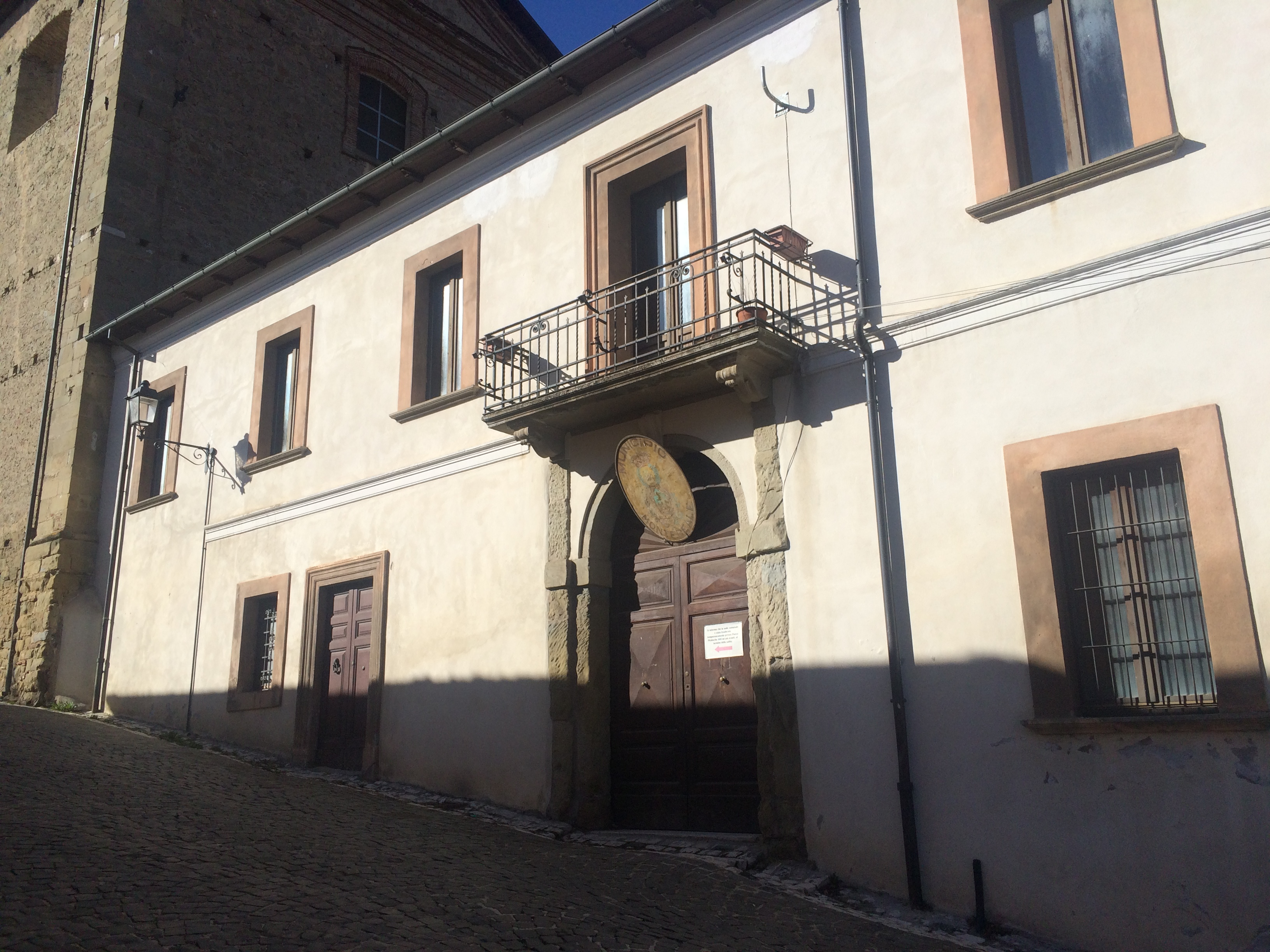
Il palazzo del Municipio

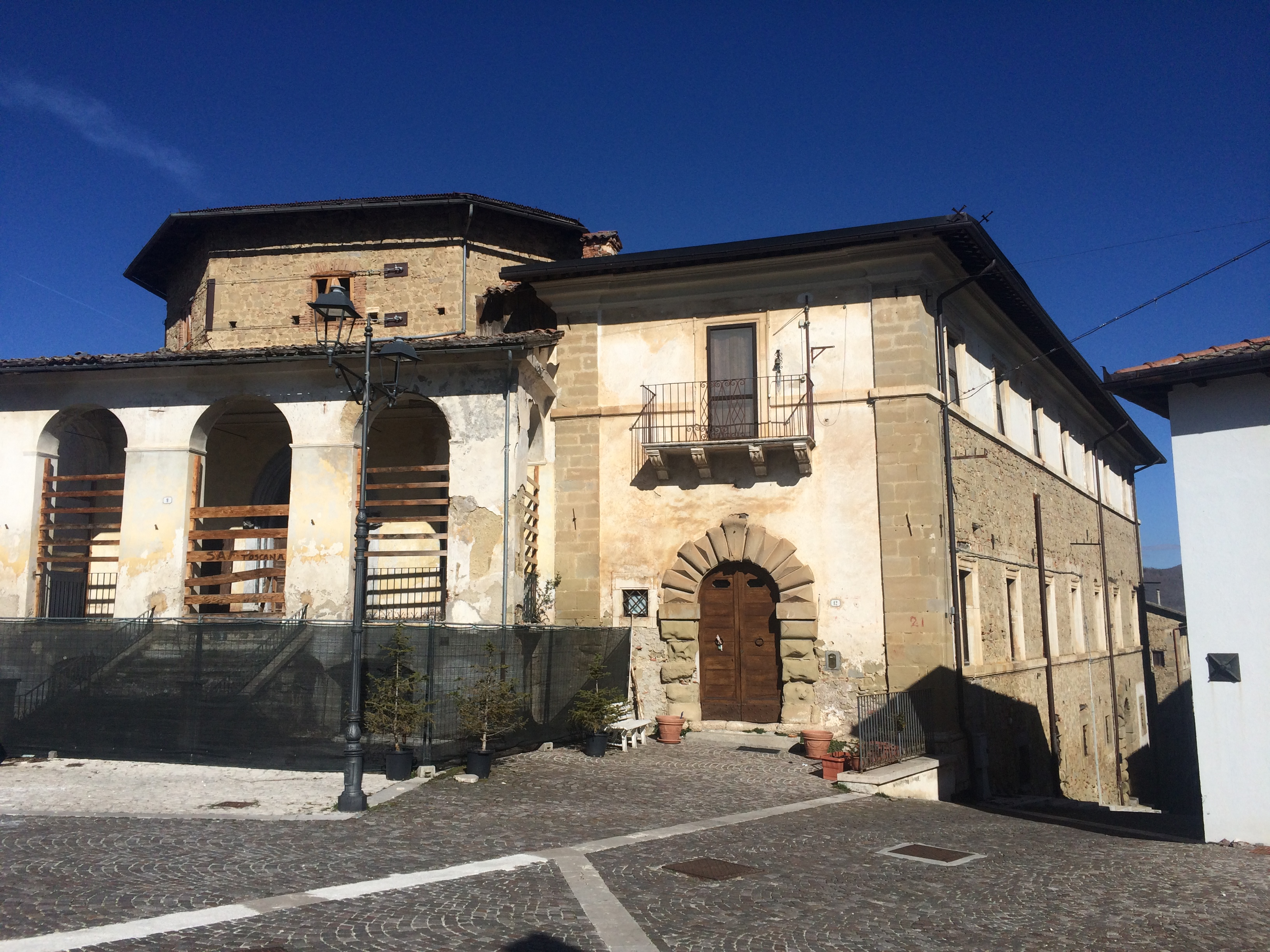
Il palazzo Farnese Cassiani

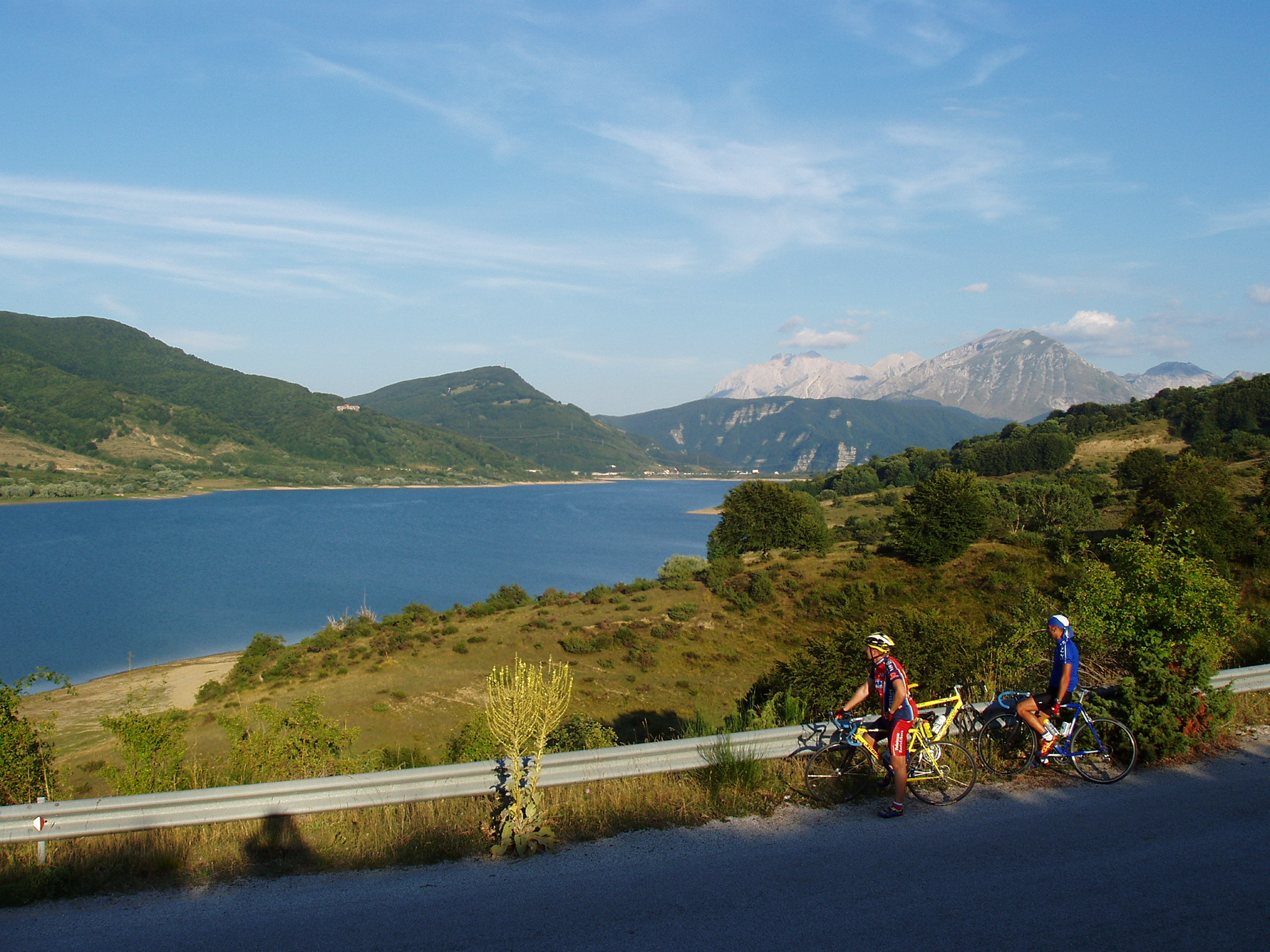
Il lago di Campotosto

### Architetture religiose
- Abbazia della Madonna in Pantanis[59]: si trova nell'omonima frazione al centro della conca, a un'altitudine di 820 metri sul livello del mare. Venne costruita tra l'XI secolo e la prima metà del XII secolo e ristrutturata nel Seicento e nel Settecento. Risale al 1616 un intervento decorativo dell'altare maggiore dedicato alla Vergine da 10 canonici dell'epoca. Nella chiesa è presente il mausoleo dedicato al beato Domenico da Cesariano, il cui corpo è ben visibile e conservato. All'interno della chiesa era inoltre presente la Madonna del Latte, una pittura su tavola di autore ignoto del XIII secolo e oggi facente parte della collezione del Museo Nazionale d'Abruzzo.
- Chiesa del Beato Andrea: venne ricostruita nel 1726 sulle rovine della preesistente chiesa duecentesca dedicata a sant'Agostino. All'interno della chiesa si trova, separata da una ricca cancellata, una cappella fatta costruire nel 1631 da Giovan Paolo Ricci; tale cappella è la cripta dove è conservata ed esposta ai fedeli la teca d'argento contenente il corpo ancora conservato del beato Andrea. La chiesa è stata dichiarata inagibile a seguito del terremoto del 2009.
- Chiesa di Santa Maria Assunta: è la più grande chiesa di Montereale. Officiata nel XV secolo da un abate e sette canonici, fu ricostruita tra il 1745 e il 1750. Il campanile venne realizzato nel 1419 grazie a una donazione della famiglia Chirchinella.
- Monastero di San Leonardo[60]: fondato nel 1440 dai benedettini, venne ricostruito una prima volta nel 1615 e una seconda in seguito al terremoto del 1703. Dal 1927 divenne cistercense fino alla definitiva chiusura del 2012, dovuto al numero esiguo delle superstiti.
- Chiesa di Santa Vittoria, parrocchiale nella frazione di Santa Vittoria

### Architetture civili
- Municipio[61]: la sede storica comunale è situata in un importante palazzo facente parte del convento agostiniano e posto sulla salita che giunge alla torre civica. Al suo interno, su colonnine duecentesche, sono presenti due leoni stilofori di diverso sesso rappresentanti il dolore e la gioia. In seguito al terremoto del 2009 che l'ha reso inagibile, il municipio cittadino è oggi situato in piazza del Plebiscito.
- Palazzo Canofari[62]: palazzo settecentesco posto su quella che anticamente era la via principale di Montereale, verso Porta Marana. È dotato di un grande cortile e di una cappella gentilizia.
- Palazzo Farnese Cassiani[63]: importante palazzo nobiliare ritenuto essere, nel XVI secolo, la dimora di Margherita d'Austria. Nel 1757 ospitò inoltre il processo di beatificazione di Andrea da Montereale. È dotato di un cortile porticato all'interno.

Altre architetture meritevoli di menzione sono i palazzi Baiocco, Mari, Ricci Trincheri, Cialfi, e, nella frazione di Ville di Fano, il Palazzo Centi.

### Architetture militari
- Mura civiche[64]: la cinta muraria — di cui rimangono alcuni resti — risale all'incirca al X secolo e circondava interamente la parte alta della città, l'attuale centro storico; su di essa si aprivano 4 porte, la più importante delle quali (Porta Marana a sud) era caratterizzata dalla presenza di un'antica iscrizione romana ancora oggi visibile.
- Torre civica[65][66]: posta sul punto più alto della città, venne realizzata nel XIII secolo ma è stata rimaneggiata nei secoli successivi come testimoniano le due date incise del 1771 e del 1794. Allo stato attuale ha un'altezza di circa 12 metri ed è caratterizzata dalla presenza di un orologio.

### Altro
- Ippovia del Gran Sasso: Montereale è lambito da un sentiero naturalistico, adattato per bici e cavalli, che mette in collegamento tutte le località ai piedi del massiccio del Gran Sasso d'Italia.

### Aree naturali
- Lago di Campotosto: a poca distanza dal confine comunale è situato il più grande lago artificiale d'Abruzzo, posto a un'altitudine di oltre 1 300 metri sul livello del mare e facente parte dell'omonima riserva naturale. È raggiungibile dalla frazione di Aringo tramite la strada che porta a Poggio Cancelli, sul ramo nord del lago.
- Parco nazionale del Gran Sasso e Monti della Laga: Montereale rientra nell'area del parco di cui costituisce uno dei principali accessi da nord-ovest.

## Società

### Evoluzione demografica
Abitanti censiti

### Etnie e minoranze straniere
La popolazione straniera residente a Montereale al censimento del 2011 è risultata pari a 250 unità, provenienti da 13 stati diversi, pari all'8,9% della popolazione totale. Le comunità nazionali più numerose sono quelle provenienti da:
1. Romania: 66,4%
2. Macedonia del Nord: 18,4%
3. Slovacchia: 3,2%

### Lingue e dialetti
Il dialetto parlato a Montereale si inserisce nel gruppo aquilano del dialetto sabino, a sua volta facente parte dei dialetti italiani mediani. Tratto qualificante di questo gruppo dialettale è la conservazione delle vocali finali atone. Le influenze umbro-marchigiane sul dialetto monterealese sono evidenziate dall'uso frequente dell'articolo maschile lu al posto dell'aquilano ju.

## Cultura

### Istruzione
A Montereale è presente una sede dell'istituto comprensivo Don Lorenzo Milani con direzione centrale a Pizzoli e che comprende plessi scolastici anche in altri comuni del comprensorio come Barete e Cagnano Amiterno. Il polo scolastico di Montereale-Capitignano comprende quattro scuole dell'infanzia, quattro scuole primarie e una scuola media inferiore; la scuola di Montereale è situata in una struttura completamente antisismica, costruita appositamente dopo il terremoto del 2009. Al 2011 il numero degli alunni compresi nel polo era di 235.

## Geografia antropica

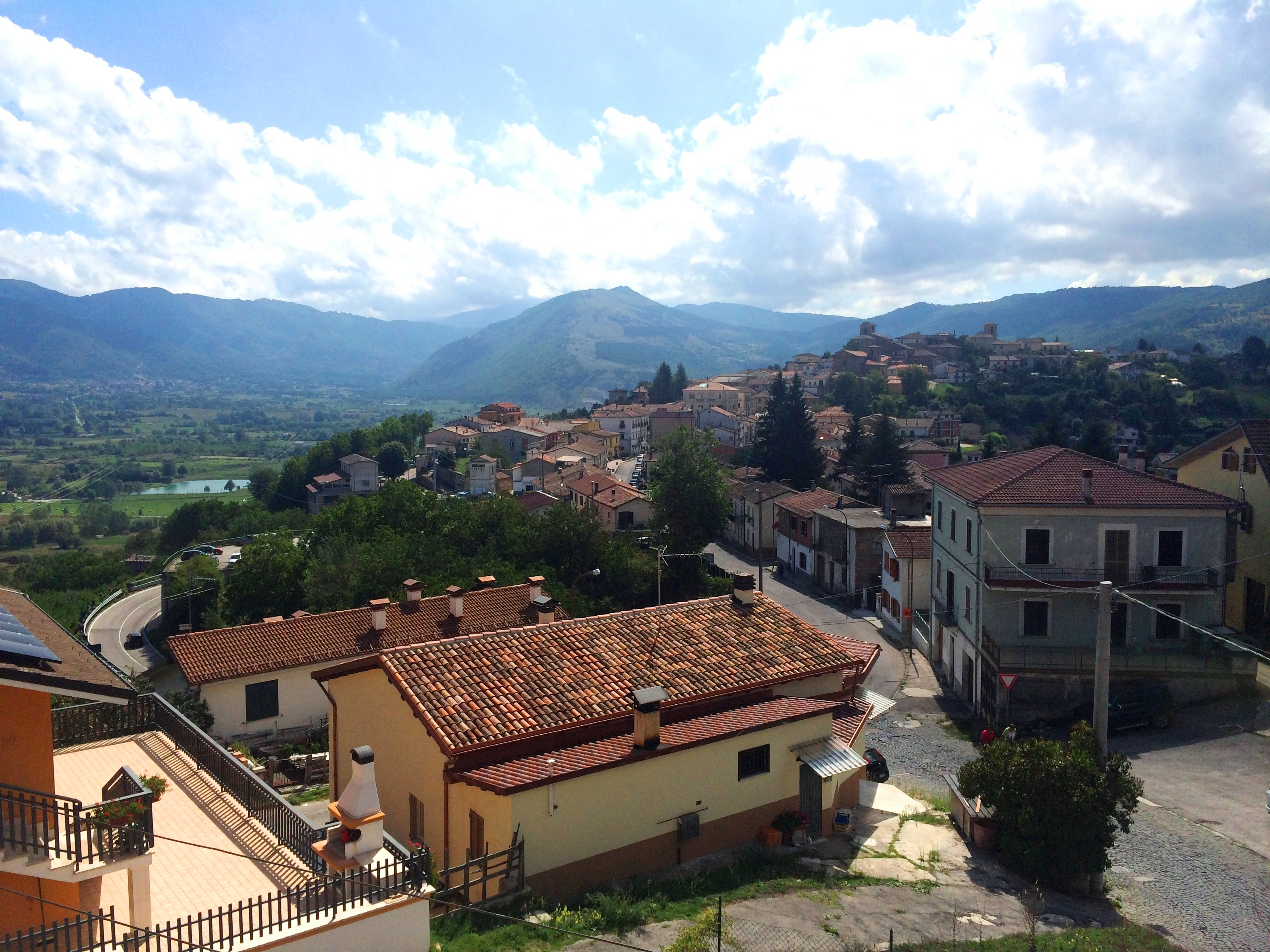
Il centro storico di Montereale.

La frammentazione degli insediamenti urbani è ritenuta essere un'eredità del periodo longobardo — dovuta alla dispersione degli abitanti in virtù delle continue razzie degli invasori — risalente al VI secolo. Al centro dell'area riveste storicamente una certa importanza il centro storico di Montereale posto proprio su di un colle e che, a partire dalla piazza del Plebiscito (a un'altitudine di 948 metri) degrada verso nord-ovest e sud-ovest delineando una caratteristica forma a boomerang; la via principale taglia in due l'abitato sviluppandosi da nord a sud e sovrapponendosi per un breve tratto alla strada statale 260 Picente prendendo il nome di via Nazionale.
A valle dell'abitato principale è la frazione di Piedicolle sviluppatasi nel XX secolo in seguito alla realizzazione della tratta ferroviaria, mentre a poca distanza, nel mezzo della conca, si trovano Marignano e Madonna in Panthanis. Sulla via per L'Aquila è situata Marana, la maggiore frazione di Montereale e principale porta d'ingresso alla conca monterealese; poco più a ovest, sulla via per Cagnano Amiterno, sono le frazioni di Pellescritta, Cesaproba e Cabbia; a nord-ovest, sulla via per Borbona (RI) sono le frazioni di Busci e Ville di Fano, quest'ultima a lungo luogo di passaggio per Roma; sulle vie per Amatrice (RI) sono, a nord-ovest, le frazioni di Santa Vittoria, Verrico e Castiglione e, a nord-est, quelle di Colle Calvo, Cavallari, Cavagnano, San Vito, Cesariano, Aringo e Santa Lucia (l'ultimo borgo della provincia dell'Aquila); infine, a sud-est, sotto il massiccio del Gran Sasso d'Italia si trova Castel Paganica.

## Infrastrutture e trasporti

### Strade
Montereale è posto sulla S.R. 260 Picente che, attraversando l'Alto Aterno, consente il collegamento tra L'Aquila e Amatrice, dove si innesta sulla S.S. 4 Salaria per Ascoli Piceno; la strada ha caratteristiche di superstrada per circa 8 km tra Pizzoli e Cagnano Amiterno ed è in progetto la sua estensione per tutta la tratta. La S.R. 471 consente invece il collegamento con le località sabine di Borbona, Posta, Leonessa e, proseguendo, con Rieti. Altre strade provinciali uniscono la cittadina con Capitignano e Campotosto.

### Ferrovie
La cittadina era dotata di una stazione sulla ferrovia L'Aquila-Capitignano che, nell'assetto definitivo, avrebbe dovuto consentire il collegamento tra il capoluogo abruzzese e Teramo, aggirando il Gran Sasso d'Italia; il progetto non si realizzò mai e la tratta rimase attiva solo per pochi anni, tra il 1922 e il 1935.
Ora rimane ben visibile in alcuni tratti del territorio comunale, specie costeggiando la SP4 o la SP106, il vecchio percorso della ferrovia, oggi utilizzato per ciclismo o footing.

## Amministrazione
| Periodo           | Periodo           | Primo cittadino      | Partito                                       | Carica                    | Note   |
| ----------------- | ----------------- | -------------------- | --------------------------------------------- | ------------------------- | ------ |
| 6 luglio 1985     | 9 giugno 1990     | Eugenio Calegaro     | Democrazia Cristiana                          | Sindaco                   | [ 70 ] |
| 9 giugno 1990     | 12 dicembre 1992  | Eugenio Calegaro     | Democrazia Cristiana                          | Sindaco                   | [ 70 ] |
| 25 gennaio 1993   | 26 novembre 1993  | Antonio Croce        | Democrazia Cristiana                          | Sindaco                   | [ 70 ] |
| 26 novembre 1993  | 4 gennaio 1994    | Domenico Marianella  | –                                             | Commissario prefettizio   | [ 70 ] |
| 4 gennaio 1994    | 14 giugno 1994    | Domenico Marianella  | –                                             | Commissario straordinario | [ 70 ] |
| 14 giugno 1994    | 25 maggio 1998    | Renato Capriotti     | Lista civica                                  | Sindaco                   | [ 70 ] |
| 25 maggio 1998    | 28 maggio 2002    | Domenico Olivieri    | Lista civica                                  | Sindaco                   | [ 70 ] |
| 28 maggio 2002    | 29 maggio 2007    | Lucia Pandolfi       | Lista civica di centro-sinistra               | Sindaco                   | [ 70 ] |
| 29 maggio 2007    | 14 luglio 2010    | Lucia Pandolfi       | Lista civica                                  | Sindaco                   | [ 70 ] |
| 14 luglio 2010    | 3 settembre 2010  | Iolanda Rolli        | –                                             | Commissario prefettizio   | [ 70 ] |
| 3 settembre 2010  | 4 ottobre 2010    | Iolanda Rolli        | –                                             | Commissario straordinario | [ 70 ] |
| 4 ottobre 2010    | 17 maggio 2011    | Francesco Zito       | –                                             | Commissario straordinario | [ 70 ] |
| 17 maggio 2011    | 1º settembre 2011 | Anna Rita Laurenzi   | Lista civica Tradizione e innovazione         | Sindaco                   | [ 70 ] |
| 1º settembre 2011 | 29 settembre 2011 | Roberta Di Silvestro | –                                             | Commissario prefettizio   | [ 70 ] |
| 29 settembre 2011 | 8 maggio 2012     | Roberta Di Silvestro | –                                             | Commissario straordinario | [ 70 ] |
| 8 maggio 2012     | 12 giugno 2017    | Massimiliano Giorgi  | Lista civica Indipendente per Montereale      | Sindaco                   | [ 70 ] |
| 12 giugno 2017    | 12 giugno 2022    | Massimiliano Giorgi  | Lista civica Indipendente per Montereale      | Sindaco                   | [ 70 ] |
| 12 giugno 2022    | in carica         | Massimiliano Giorgi  | Lista civica Rinnovato impegno per Montereale | Sindaco                   | [ 70 ] |

### Gemellaggi
- Belmonte in Sabina